# Мельничук, Елена Максимовна
Елена Максимовна Мельничук (укр. Мельничук Олена Максимівна) — украинский советский деятель. Депутат Верховного Совета УССР I созыва (1938—1947). Заслуженный учитель УССР (1941).

## Биография
Родилась 1 (13) августа 1872 года в Бердичеве, ныне Житомирская область, в многодетной семье. Отец, поручик русской армии в отставке, рано умер от туберкулёза. Мать вторично вышла замуж за поляка, а зимой 1882 года погибла во время пожара в Бердичевском цирке.
Как сирота училась в Острожском женском училище имени Дмитрия Блудова в Волынской губернии, которое окончила с отличием в 1891 году. С 1891 по 1894 год — домашняя учительница.
С 1894 работала сельской учительницей в школах Козелецкого, Нежинского и Бердичевского уездов. С 1910 года работала в школах Радомышля.
В 1919 году — заведующая отделом социального воспитания при Радомысльском уездном отделе народного просвещения.
Член РКП(б) с 1919 года.
В 1930-х годах — учительница биологии средней школы № 2 города Радомышля Житомирской области.
26 марта 1938 года избрана депутатом Верховного Совета УССР I созыва по Базарному избирательному округу № 35 Житомирской области. Делегат XVIII съезда ВКП(б) (1939).
Во время Великой Отечественной войны в 1941—1943 годах — в эвакуации в Уфе. Весной 1944 вернулась на Украину. 
По состоянию на апрель 1945 года — пенсионерка.
Умерла в 1952 году, похоронена в городе Радомышле Житомирской области на старом кладбище.